# Ermite yaruqui
Phaethornis yaruqui
Espèce
Statut de conservation UICN

 LC  : Préoccupation mineure
Statut CITES
L'Ermite yaruqui (Phaethornis yaruqui) est une espèce de colibris (famille des Trochilidae).

## Répartition
Cet oiseau est présent en Colombie, en Équateur et au Panama.

## Habitat
Ses habitats sont les forêts tropicales et subtropicales humides de basses et hautes altitudes et la végétation humide de broussailles mais aussi les plantations.

Carte de répartition de l'espèce